# Bebidas espirituosas tradicionales de Alicante
Bebidas espirituosas tradicionales de Alicante es una Indicación geográfica protegida que protege e identifica cuatro licores tradicionales de la provincia de Alicante de la Comunidad Valenciana (España).

## Historia
En la provincia de Alicante se han destilado de manera tradicional cuatro licores muy característicos. Estos son el Anís paloma, el Aperitivo café de Alcoy, el Cantueso y el Herbero.
Con el objetivo de proteger esa importante tradición cultural la Generalidad Valenciana creó el 3 de abril de 1990 la denominación específica Licores tradicionales de Alicante que fue modificada el 27 de julio de 1994, adoptando la denominación actual.